# میخال وینیارسکی
میخال وینیارسکی (به لهستانی: Michał Winiarski) (متولد ۲۸ سپتامبر ۱۹۸۳ در بیدگوشچ) بازیکن والیبال اهل لهستان، عضو سابق تیم ملی والیبال لهستان و فعلی باشگاه اسکرا بلچاتوف است.

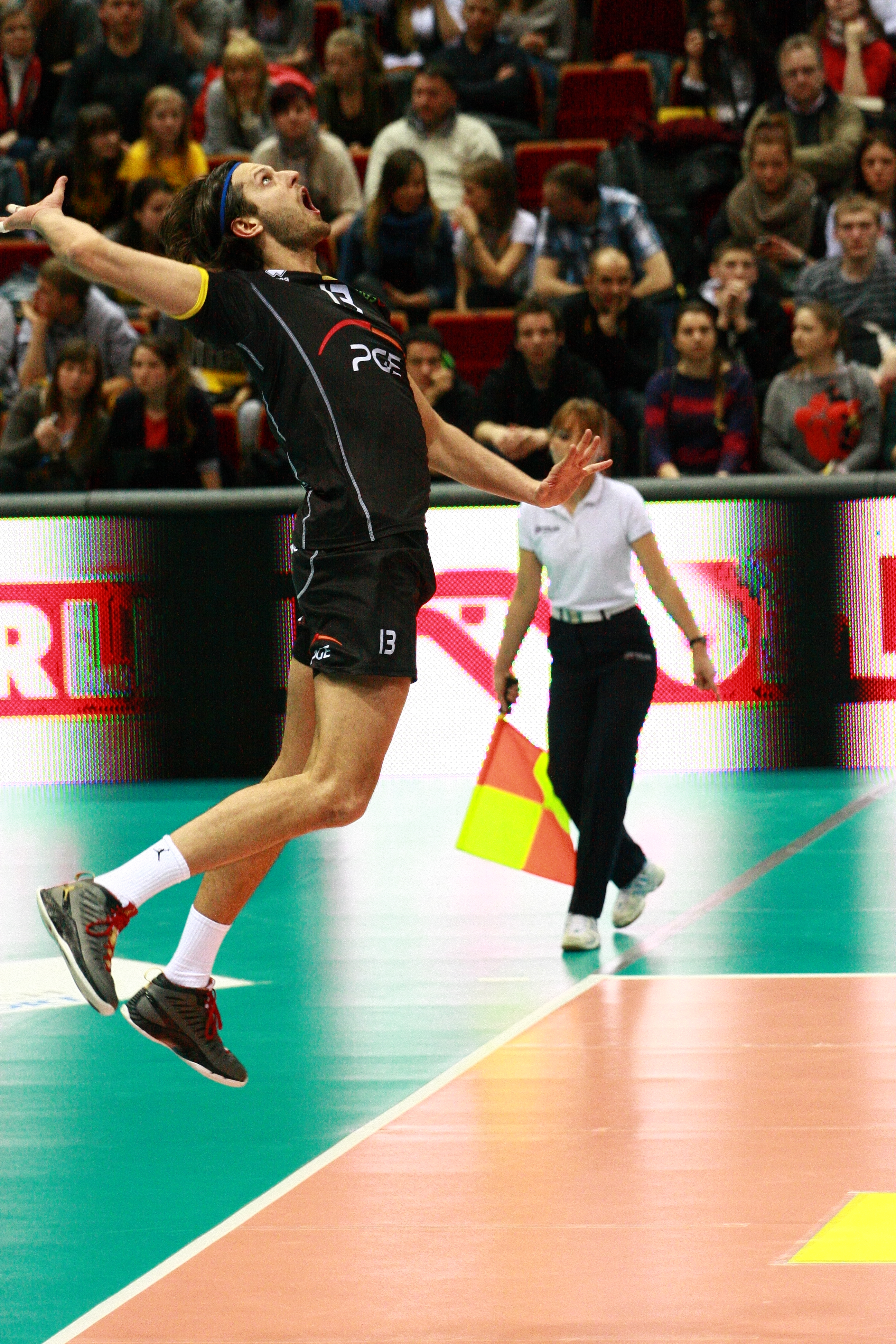
وینیارسکی در اسکرا بلچاتوف

## حرفه ای

### باشگاهی
اولین باشگاه حرفه‌ای وینیارسکی خود را چمیک بیدگوشچک بود. و بعد به چستوخووا پیوست و دو نایب قهرمانی پلوس لیگا را به دست آورد. او فصل بعد به عنوان اسکرا بلچاتوف رفت و قهرمانی پلوس لیگا و جام حذفی لهستان را با این تیم به دست آورد و دو سومی را با اسکرا در باشگاه‌های جهان و لیگ قهرمانان اروپا کسب نمود. از سال ۲۰۰۶ تا ۲۰۰۹ در ترنتینو فعالیت خود را ادامه داد و با این تیم در لیگ قهرمانان اروپا ۰۹–۲۰۰۸ جام قهرمانی را بالای سر برد و قهرمانی و نایب قهرمانی سری آ والیبال ایتالیا ادامه موفقیت‌های او در ترنتینو بود. میخال در سال ۲۰۰۹ به اسکرا بلچاتوف بازگشت و سه قهرمانی پلوس لیگا را به دست آورد و مدال نقره قهرمانی باشگاه‌های جهان در سال ۲۰۱۰ را به کارنامه خود اضافه نمود. او در ادامه دو بار در سال ۲۰۱۱ و ۲۰۱۲ با ستاره‌های اسکرا قهرمان جام حذفی لهستان شد و مدال برنز لیگ قهرمانان اروپا را به دست آورد. در ادامه او موفق به کسب جایزه بهترین دریافت‌کننده لیگ قهرمانان اروپا ۲۰۱۲ شد. وینیار در سال ۲۰۱۳ به باشگاه فاکل نووی اورنگوی پیوست.

### ملی
او در سال ۲۰۰۴ اولین بازی ملی خود را در مقابل تیم ملی والیبال روسیه انجام داد. ۲۰۰۶ در مسابقات قهرمانی والیبال جهان درخشید و نقره را از آن خود و هم تیم‌های خود نمود. او در سال ۲۰۰۸ در بازی‌های المپیک پکن حضور داشت گرفت، که در آن لهستان به مقام پنجم رسید و او جایزه بهترین دریافت‌کننده را دریافت کرد. وینیارسکی در سال ۲۰۱۱، مدال نقره جام جهانی را به دست آورد و به همراه ستاره‌های تیم ملی لهستان قهرمان لیگ جهانی ۲۰۱۲ شد. میخال در قهرمانی جهان ۲۰۱۴ به همراه لهستان به قهرمانی رسید و یکی از بازیکن‌های تأثیرگذار لهستان در جام هجدهم بود. وینیارسکی پس از بالا بردن جام قهرمانی از تیم ملی خداحافظی کرد. او از سال ۲۰۰۴ تا سال ۲۰۱۴ عضو تیم ملی والیبال لهستان بود.

## افتخارات

### جوایز فردی
- بهترین دریافت‌کننده قدرتی پلوس لیگا ۲۰۰۵
- بهترین سرویس زن جام حذفی لهستان ۲۰۰۶
- بهترین دریافت‌کننده قدرتی یادبود هوبرت جرزی واگنر ۲۰۰۷
- بهترین دریافت‌کننده قدرتی المپیک پکن ۲۰۰۸
- بهترین مدافع روی تور لیگ قهرمانان والیبال اروپا ۲۰۰۹
- بهترین دریافت‌کننده قدرتی لیگ قهرمانان والیبال اروپا ۲۰۱۲
- بهترین دریافت‌کننده قدرتی جام حذفی لهستان ۲۰۱۲